# Federico Vogelius
Federico Manuel Vogelius (Tres Arroyos, provincia de Buenos Aires, Argentina, 1920 - Argentina, 11 de abril de 1986), apodado Fico, fue un empresario, abogado, agrimensor, periodista y editor, conocido por haber sido uno de los fundadores de la revista Crisis y por la valiosa colección de objetos de arte, documentos históricos y libros que llegó a reunir. 

## Antecedentes familiares
Federico Vogelius se recibió de agrimensor a los diecinueve años y contrajo matrimonio con María Angelina Alonso en 1939 con la que tuvo dos hijas Angelina Teresa y Ana María,  en 1940 y 1943, respectivamente. Vogelius se divorció posteriormente de María Angelina Alonso y tuvo de su unión con Victoria Matta su hijo Martín Alberto Vogelius Matta. De una tercera unión de Vogelius, con Amalia Hebe Ruccio, nacieron Fanny Amalia y Federico Roberto Vogelius. Al tiempo de su fallecimiento Vogelius convivía con María Julia Aualle.

## Actividad profesional
Desde joven tuvo varios emprendimientos para obtener sus medios económicos. Fue gerente en la empresa Molinos Río de la Plata, trabajó en fábricas de tintas, madereras o parquizaciones, siempre aficionado a la colección de objetos de arte.
Compró las colecciones Dodero, Santamarina, Carbone y Marcó del Pont y ediciones originales de los más relevantes escritores latinoamericanos, libros de viajeros, libros para enseñanza de los niños y periódicos del siglo XIX, la colección etnográfica más completa de Argentina, documentos de la época colonial; su biblioteca fue valuada en más de un millón de dólares. Su pinacoteca incluyó tanto a pintores todavía no reconocidos como a los más caracterizados plásticos nacionales y latinoamericanos: Juan Batlle Planas, Santiago Cogorno,  León Ferrari, Luis Felipe Noé, Leopoldo Presas, Raúl Russo. En su quinta de San Miguel tenía instalada la pinacoteca, la biblioteca y el Instituto Historiográfico que fundó. Sus colecciones fueron objeto de saqueo por el régimen militar de 1976 primero y por ladrones comunes en 1989 y, finalmente, por desinteligencias de sus herederos se remató por lotes.
Gustaba alternar con artistas. Uno de sus amigos fue Jorge Luis Borges, quien una vez escribió: "Mi larga amistad con el señor Vogelius es uno de los buenos hábitos de mi vida". Ellos fueron los fundadores, con el Vizconde de Lascano Tegui, Juan Fernández y Manuel Mujica Lainez de la revista El Mangrullo.

## La revista Crisis
Vogelius, que había vendido uno de sus cuadros de Marc Chagall para financiar su nuevo emprendimiento, fundó en mayo de 1973, cuando finalizaba el gobierno de facto de la llamada Revolución Argentina, la revista Crisis, que se declaró "por fuera de partidos y parroquias", lo cual no indicaba prescindencia pues fue una poderosa herramienta de interpelación y transformación de la realidad. Teniendo como objeto principal el arte argentino y latinoamericano, contó entre sus colaboradores a Miguel Ángel Bustos, Alejo Carpentier, Haroldo Conti, Julio Cortázar, Antonio Di Benedetto, Aníbal Ford, Eduardo Galeano, Juan Gelman, Raymundo Gleyzer, José Lezama Lima, Augusto Roa Bastos, Roberto Jorge Santoro, Osvaldo Soriano, Osvaldo Bayer, Jorge Luis Borges, Rogelio García Lupo, que dirigía Ediciones Crisis, Alfonso Alcalde, Eduardo Romano, Jorge Lafforgue, Jorge B. Rivera, Roberto Fontanarrosa, Miguel Bonasso, Mario Benedetti y Tomás Eloy Martínez, Héctor Tizón, Paco Urondo, Rodolfo Walsh y al dibujante Hermenegildo Sábat, así como a escritores noveles como Jorge Asís, Ricardo Piglia, Elvio Gandolfo, Liliana Hecker y Santiago Kovadloff (que traducía poemas y textos del portugués), entre otros. Con cada ejemplar, venía la reproducción de algún pintor o de un documento histórico y un suplemento, los Cuadernos de Crisis.
El nombre fue propuesto por Ernesto Sábato, pero como ya figuraba en los registros de propiedad intelectual la revista terminó como “ideas, artes, letras en la Crisis”. Estaba dirigida por Eduardo Galeano la secretaria de redacción hasta 1975 fue Julia Fontenla. En 1974 y 1975 la revista navegó entre dos aguas para evitar ser ganada como órgano de los Montoneros y que la Triple A volara la redacción.
Los Cuadernos de Crisis que se publicaron entre octubre de 1973 y agosto de 1976, bajo la dirección de Julia Constenla y Aníbal Ford fueron 29 títulos con biografías de personajes de América Latina y analizaban hechos puntuales de la historia continental: Che Guevara, Neruda, Felipe Varela, Facundo Quiroga y José Gervasio de Artigas, entre otros. Viendo la difusión de la revista, Vogelius creó un sello editorial donde  aparecieron La patria fusilada. Entrevistas de Francisco Urondo, primer testimonio escrito sobre los fusilamientos de Trelew en agosto de 1972; Vagamundo, de Galeano; Sota de bastos, caballo de espadas, de Tizón, y Mascaró, el cazador americano, de Haroldo Conti. La Colección Política, dirigida por Rogelio García Lupo, abarcó temas como la muerte de Salvador Allende, el nacionalismo boliviano del general Juan José Torres o el Perú desde la óptica de José Carlos Mariátegui. El chileno Alfonso Alcalde ideó los “Grandes Reportajes de Crisis”, biografías con muchas fotografías donde aparecieron Marilyn Monroe y Salvador Allende. Mario Benedetti trabajó en la colección “Esta América”, serie de ensayos y cuentos de autores latinoamericanos.
Julia Constela declaró:

“Como se trataba de una publicación para tiempos de crisis pero al mismo tiempo culta, la queríamos elegante y sofisticada pero que no fuera cara. Se eligió el papel más barato, grueso y amarillento, con tapa a dos colores y sin fotos. Del primer número tiramos diez mil ejemplares, agotados en una semana. Antes del número dos, tuvimos que reeditar el primero”.

En mayo de 1976, ya producido el golpe de Estado de 1976, muchos de sus colaboradores estaban presos, desaparecidos, en la clandestinidad o en el exilio y Vogelius decidió cerrar la revista; pese al cierre, el gobierno incautó el fondo editorial de la misma y secuestró a Vogelius en 1977 provocando un alud de reclamos internacionales, incluidos varios premios Nobel -entre ellos Heinrich Boll-  que pedían por la libertad de su director y al poco tiempo su detención fue reconocida y persistió hasta 1980.
En 1986 Vogelius reabrió su revista con el primer número de la segunda época -el 41, porque se conservó la correlatividad con el primer período- donde se rendía homenaje a los que ya no estaban: Urondo, Walsh, Conti, Santoro, Bustos y Gleyzer.
La segunda época de Crisis no perduró mucho tiempo, y al año los herederos de Vogelius descontentos con la orientación ideológica de la dirección periodística volvieron a cerrarla.

## Su relación con Claromecó
El padre de Vogelius fue uno de los primeros veraneantes en Claromecó, donde tenía un chalet, y Federico Vogelius gustaba pasar temporadas de descanso en ese balneario. Allí practicaba la pesca embarcada, el ajedrez, la lectura y los fuegos artificiales que encendía para el cumpleaños de una de sus hijas en el mes de febrero en lo que se convirtió en un clásico festejo que no sólo era aguardado por la familia sino también por los veraneantes. El 1º de mayo de 1986 sus dos hijas cumplieron la petición póstuma de Vogelius y arrojaron sus cenizas al océano frente a la costa de Claromecó.
Falleció a consecuencia de un cáncer en Argentina, el 11 de abril de 1986.